# واخان
واخان یا وَخان منطقه‌ای است کوهستانی در قلب آسیای درونی، در گوشۀ شمال‌شرقی افغانستان، واقع در بین رشته‌کوه‌های پامیر (در جانب شمال)، قراقروم (در جانب جنوب) و هندوکُش (در جانب غرب). دالان واخان درۀ دراز و باریکی است که از غرب به شرق امتداد دارد و توسط رودهای آمودریای علیا (رود پنج) و آب واخان در منتهی‌الیه جنوب آن آبگیری می‌شود. شهرستان  واخان شهرستانی است واقع در ولایت بدخشان افغانستان.

## موقعیت جغرافیایی
واخان به سه منطقۀ جغرافیایی تقسیم می‌شود:
1. دالان واخان،
2. پامیر کلان،
3. پامیر خرد.

- شهرستان واخان

درازای واخان در امتداد آمودریا ۶۷ مایل (ح. ۱۰۸ کیلومتر) است و در امتداد آبِ واخان (از لنگرکیش تا گذرگاه وَخجیر) ۱۱۳ مایل (ح. ۱۸۲ کیلومتر). منابع افغانی این درازا را از اِشکاشِم تا سرحد بروغیل را ۶۶ کُروه (=۲۲ فرسخ) تعیین کرده‌اند.

## تاریخچه
مکان‌نگاری واخان به‌دلیل وجود قله‌های بلند در آن که از ۲۵۰۰ تا تقریباً ۷۵۰۰ متر می‌رسند، این منطقه را از وقایع سیاسی شگرف معاصر در کشورهای پیرامون آن مصون نگه داشته‌است. مجموعۀ بزرگی از سنگ‌نوشته‌ها و نقوش روی صخره‌ها مبتنی بر این واقعیت است که واخان از دوره پارینه‌سنگی (۱۰۰٫۰۰۰ سال پیش) گذرگاه مهمی برای انسان‌ها بوده. این منطقه که در امتداد جاده ابریشم واقع بوده، محل تلاقی بین مناطق مهم بازرگانی در غرب چین باستان و مدیترانه بوده و ۱۷۰۰ سال، از سدۀ چهارم پیش از میلاد تا حملۀ مغول در سدۀ چهاردهم میلادی، تجارت و بازرگانی در این منطقه رونق داشته‌است. کمااینکه منابع اولیۀ چینی از سدۀ هفتم میلادی نیز از اهمیت واخان در مناسبات بازرگانی در عصر دودمان تانگ خبر داده‌اند.
در سده دهم میلادی ساکنان این نواحی را بت‌پرستان تشکیل می‌دادند. گرچه ظاهراً از لحاظ سیاسی مطیع اسلام بوده‌اند. به گفته ابن خردادبه واخان ۲۰۰۰۰ درهم (طبق یک نسخه خطی دیگر: ۱۰۰۰۰ درهم) و شُغنان- ۴۰۰۰۰ (طبق نسخه خطی دیگر: ۴۰۰۰) و کران ۴۰۰۰ درهم خراج می‌پرداختند. یعقوبی از «خمار بک سلطان شوغنان و بدخشان» یاد می‌کند. مارکوپولو ساکنان واخان را مسلمان می‌داند.  در ناحیه واخان از وجود کان‌های زر و سیم سخن رفته‌است. جاده بازرگانی که به تبت یعنی به بخش علیای شط هند- که ساکنان آن از مردم تبت بودند- منتهی می‌شده از واخان و شغنان عبور می‌کرده. از آن ناحیه مشک وارد می‌کردند. مارکوپولو از‌ همان نواحی گذشته به کاشغر رسید. ولی بر روی هم این سرزمین‌ها سخت‌گذر بوده و به درد زندگی صحرانشینی نمی‌خوردند و بدین سبب کمتر مورد تطاول مهاجمان بیگانه قرار- گرفتند و تاکنون ساکنان آریائی آن مصون مانده‌اند.
در سفرنامه‌های مارکو پولو، تاجر و جهانگرد ونیزی، از سال ۱۲۷۱ میلادی، و میرزا محمد حیدر، که در سال ۱۵۴۵ میلادی از هند آمده و از این منطقه عبور کرده بود، و همچنین در سفرنامۀ بنتو د گوئیس (Bento de Góis) که در سدۀ هفدهم میلادی در طی سفرش از چین به هند از این منطقه گذر کرده بوده، از واخان یاد شده‌است.
در سدۀ نوزدهم میلادی، واخان موقعیتی سوق‌الجیشی و منطقه‌ای حایل بین امپراتوری‌های تزاری روس و بریتانیا پیدا کرد. این باعث شد تا جهانگردان روس و بریتانیایی تحقیقات آکادمیکی مهمی بر روی این منطقه انجام دهند. معاهده انگلیس و روس پامیر در سال ۱۸۹۵ میلادی به موقعیت واخان به‌عنوان قلمرو محلی خاتمه بخشید. در این زمان بود که دانمور (Dunmore)، کورزون (Curzon)، اشتاین (Stein) و دیگران بر روی واخان و مناطق همجوار پژوهش‌هایی انجام دادند. منطقۀ واخان در طی انقلاب‌های روسیه و چین، و همچنین از فرازونشیب‌های سیاسی افغانستان، که در سدۀ بیستم میلادی استانی از آن کشور محسوب می‌شد، منزوی ماند. لوئی دوپری، اوانس (Ewans)، هاپکیرک (Hopkirk) و شهرانی از جمله کسانی هستند که در این اواخر بر روی مردم واخی پژوهش‌هایی انجام داده‌اند.

## جمعیت‌شناسی
باشندگان اصلی این منطقه را مردم دامپرور واخی و گروه‌های اندکی از کوچ‌نشینان قرقیز تشکیل می‌دهند.

### مردم واخی
دالان واخان برای بیش از ۲۵۰۰ سال زیستگاه مردم واخی (واخانی‌ها یا واخی‌ها یا وَخی‌ها) بوده‌است. امروزه حدود ۱۰٫۰۰۰ واخانی در شهرستان واخان افغانستان، و ۴۰٫۰۰۰ واخانی دیگر در کشورهای همسایۀ تاجیکستان، پاکستان و چین زندگی می‌کنند. زیستگاه مردمان یکجانشین واخانیِ افغانستان را روستاهایی که از قاذِرِح (۲۸۰۰ متر) در انتهای غربی واخان سُفلی تا سرحد بروغیل (۳۳۰۰ متر) در انتهای شرقی واخان علیا امتداد دارند، تشکیل می‌دهد.
واخانی‌ها، که خود را وَخیک یا خیک می‌نامند، مردمی ایرانی‌تبار و عمدتاً کشاورز هستند که در دره‌های واخان زیست می‌کنند، و به زبان وَخی (یا واخانی) سخن می‌گویند، و آن را خیکوُر می‌نامند. زبان وَخی یکی از زبان‌های پامیری (شاخه‌ای از زبان‌های ایرانی شرقی) است.

### مردم قرقیز
مردم کوچ‌نشین قرقیز، مردمی تُرک‌زبان و سُنی‌مذهب هستند که در بین پامیر بزرگ و پامیر کوچک برای یافتن چراگاه برای دام‌هایشان کوچ می‌کنند.

## گردشگری
گردشکری واخان دارای اهمیت والایی است